# Liste von Grammophonherstellern in den Vereinigten Staaten
Nachfolgende Auflistung von Grammophonherstellern in den Vereinigten Staaten beschreiben das Wirken dieser in Bezug auf die Sprechmaschine Grammophon In den Vereinigten Staaten. Des Weiteren werden die Zusammenhänge bezüglich der Marktstruktur und den Verknüpfungen der Unternehmen untereinander dargelegt. Hierbei kann es zu Überschneidungen mit Herstellern von Phonographen und Graphophonen kommen, da es während der Übergangsphase von Walzengeräten zu Plattenspielern einige dieser Unternehmen parallel beide Versionen von Sprechmaschinen herstellten und zum Kauf anboten.
Des Weiteren produzierten viele der hier erwähnten Firmen in Verbindung mit denen von ihnen parallelofferiertenGrammophonen Schellackplatten jeglichen Formats und infolgedessen den sich gerade im Entstehen befindlichen Musikmarkt bedienend. Einige dieser Unternehmungen transformierten im Laufe der Zeit, dabei ihre Namensrechte gewinnbringend nutzend zu reinen Musikverlagen. Geschichtlich betrachtet den ersten Plattenfirmen mit eigenen Labels an ihrer Seite.
Siehe auch:
- Liste von Phonographenherstellern in den Vereinigten Staaten
- Liste von Schellackplattenlabels in den Vereinigten Staaten

## Grammophonhersteller
| Grammophonhersteller             | Gründung | Auflösung | Kurzbeschreibung des Herstellers |
| -------------------------------- | -------- | --------- | --- |
| American Gramophone Co.          | 1891     | 1893      | Die American Gramophone Co. (American Gramophone Company), gegründet im April 1891 in Washington D.C., aufgegangen im April 1893 in der United States Gramophone Co. (United States Gramophone Company). war die erste Unternehmung des Entwicklers des Grammophons Emil Berliner, ohne jegliche Wirksamkeit bezüglich der Herstellung und des Verkaufs dieser Geräte. |
| Majestic Phonograph Co., Chicago | 1916     | 1917      | Majestic Phonograph Co., Chicago gegründet im Jahre 1916 mit einem Stammkapital von 100.000 US-Dollar. Liquidiert im Jahre 1917. In Teilen fortgeführt als Majestic Phonoparts Co., Chicago. |